# Aotearoa
Aotearoa [aoˌteaˈroa] ist die heute am weitesten verbreitete und meistakzeptierte Māori-Bezeichnung für Neuseeland.

## Etymologie

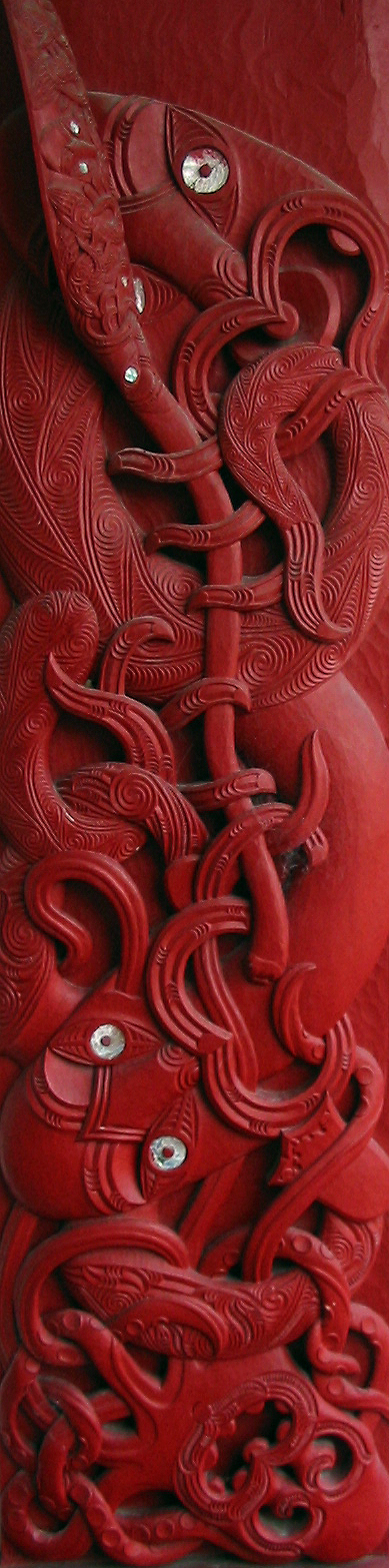
Kupe, ein Paddel in der Hand, mit zwei Meeresungeheuern zu Füßen

Die etymologische Bedeutung und Herkunft des Wortes ist bis heute unbekannt und es gibt verschiedene Theorien dazu. Aotearoa setzt sich dabei aus den drei Wörtern „ao“, „tea“ und „roa“ zusammen. Der erste Wortbestandteil hat die Bedeutungen „Wolke“, „Erde“/„Welt“ sowie „Tag“/„Tageslicht“/„Dämmerung“, der zweite „weiß“ und der dritte steht für „lang“ oder „groß“/„hoch“. Die gebräuchlichste Übersetzung dieser drei aneinander gereihten Wörter ist Das Land der langen weißen Wolke (englisch: The land of the long white cloud).

### Maorilegende
Nach einer mündlich überlieferten Legende der Māori soll die Tochter des Entdeckers Kupe etwas Weißes am Horizont gesehen und „He ao! He ao!“ („Eine Wolke! Eine Wolke!“) ausgerufen haben. Sie hatte damit die Great Barrier Island entdeckt, die in der Sprache der Māori bis heute als Aotea (also „Weiße Wolke“) bezeichnet wird. Als die Māori bald darauf eine wesentlich größere Landmasse hinter dieser Insel entdeckten, nannten sie sie Aotea Roa.

### Wolken auf hoher See
Eine Theorie, die an diese Legende anknüpft, bezieht sich auf lenticulare Wolken. Da sowohl die Nord- als auch die Südinsel für den südpazifischen Raum außerordentlich hohe Gebirgszüge aufweisen, erzeugen sie stehende Wellen. Die daraus resultierenden lang gestreckten Föhnwolken unterscheiden sich deutlich von den sonst üblichen Quellwolken. Da Wolken häufig das Erste sind, was von einem Land auf hoher See zu sehen ist, läge eine Bezeichnung nach diesen ungewöhnlichen Wolken nahe.

### Schneebedeckte Berge

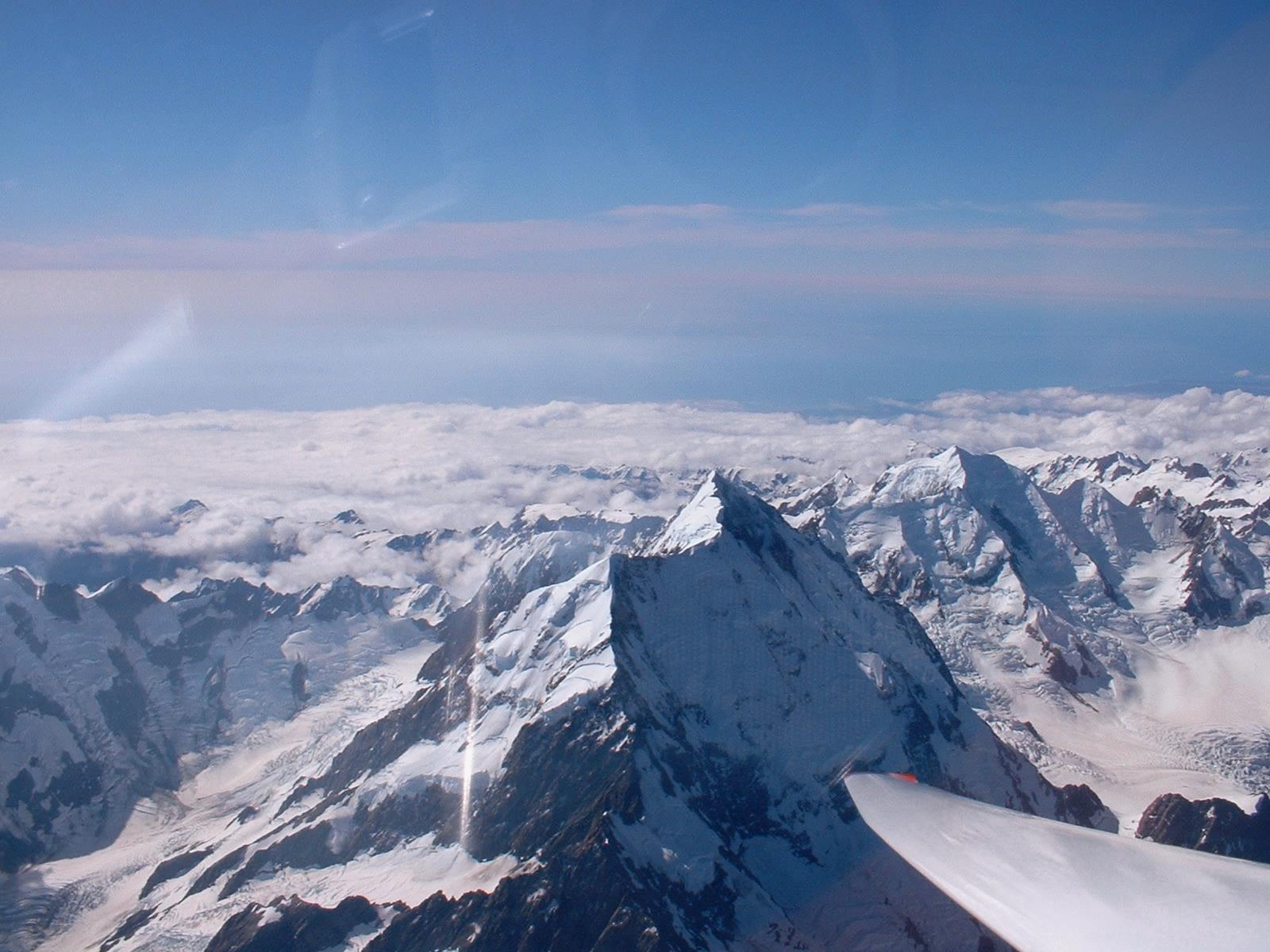
Aoraki/Mount Cook

Außergewöhnlich große Wolken sind für Neuseeland aber nicht charakteristisch. Deshalb bezieht sich eine andere Theorie auf die schneebedeckten Berge der Neuseeländischen Alpen der Südinsel und dem Volcanic Plateau der Nordinsel. Da den polynesischen Einwanderern Schnee unbekannt war, hätten sie die Berge für wolkenumhangen gehalten.

### Lange Tage
Eine dritte Theorie übersetzt den Begriff im Sinne von „Land der langen, hellen Tage“. Durch Neuseelands südliche Lage unterhalb der Tropen dauern die Dämmerungen und auch die Sommertage relativ lang an. Für die polynesischen Entdecker war dieser Umstand sehr ungewohnt, da sie aus ihrer Heimat einen schnellen Wechsel von Tageslicht und nächtlicher Dunkelheit sowie gleichmäßig lange, aber kürzere Tage kannten. Unterstützung erhält diese Theorie durch die māorische Bezeichnung „Rakiura“ für Stewart Island. Diesen Begriff kann man mit „Glühender Himmel“ übersetzen und er bezieht sich wohl auf die oft spektakulären Sonnenauf- und -untergänge sowie die Südlichter.

## Verwendung
In vorkolonialer Zeit gab es keine einheitliche, zusammenfassende Bezeichnung für die Inseln, die heute Neuseeland bilden. Einige Iwis bezeichneten die Nordinsel als Aotearoa oder auch als Aotea. Die geläufigere Bezeichnung für die Nordinseln war jedoch Te Ika a Māui (der Fisch von Māui), während die Südinsel verschiedene Namen trug wie Te Wai Pounamu (das Nephrit/Jade-Wasser), Te Wāhi Pounamu (der Nephrit/Jade-Ort) oder in Abgrenzung zur Nordinsel Te Waka o Māui/Aoraki (das Kanu von Māui/Aoraki).
Mit der Ankunft der Europäer etablierte sich der Name „Neuseeland“ für den Archipel. Die Māori gaben diesen Begriff zunächst lautmalerisch wieder und transliterierten ihn mit Niu Tireni, Nu Tirani oder ähnlichen Begriffen (etwa im Vertrag von Waitangi). Dieser Begriff wird heute aber weitestgehend abgelehnt, da von Seiten der Māori Neologismen gegenüber Übersetzungen aus dem Englischen bevorzugt werden.
Der Begriff „Aotearoa“ für die Gesamtheit Neuseelands wurde aber vermutlich auch von Pākehās (Neuseeländer britisch/europäischer Abstammung, oder einfach Nicht-Māori) eingeführt. Historiker wie Michael King führen die Verwendung auf einen Fehler in der 1916er Februarausgabe der Zeitschrift „School Journal“ zurück. Der Begriff wurde dann vermutlich in ähnlicher Weise propagiert wie die Mythen um die Moriori. Trotzdem gewann er unter den Māori zunehmend an Popularität (ebenso die Bezeichnung „Aotea“, die aber heute kaum noch anzutreffen ist).
Aotearoa ist bis heute keine offizielle Übersetzung oder gar Bezeichnung von Neuseeland, allerdings wird der Begriff in der Regel auch in offiziellen Dokumenten und Bezeichnungen benutzt. So trägt etwa die National Library of New Zealand die māorische Bezeichnung „Te Puna Mātauranga o Aotearoa“ und auch der māorische Text der seit den 1990ern zweisprachigen Nationalhymne „God Defend New Zealand“ bezeichnet Neuseeland als Aotearoa.
Insgesamt hat die Bezeichnung in den letzten 25 Jahren deutlich an Popularität zugenommen und wird mittlerweile sowohl von Māori als auch von Pākehā verwendet.
Eine alternative Bezeichnung, die gezielt auf die Zweisprachigkeit des Landes hinweist, ist „Aotearoa New Zealand“. Sie wird beispielsweise von den neuseeländischen Grünen verwendet, die ihre Partei „Green Party of Aotearoa New Zealand“ nennen. Auch die neuseeländische Sektion der Gewerkschaft Industrial Workers of the World nutzt die Bezeichnung.
Benutzt wird dieser Begriff auch von der Anglican Church in Aotearoa, New Zealand and Polynesia.

## Forderung nach Umbenennung des Namens des Landes
Am 14. September 2019 wurde von der Māori Party, die zu diesem Zeitpunkt nicht im Parlament vertreten war, erfolglos eine Petition in das House of Representatives des Landes eingebracht, in der sowohl die Umbenennung Neuseelands in Aotearoa gefordert wird als auch, dass alle Städte und Orte bis zum Jahr 2026 ausschließlich Māori-Namen tragen sollten. Die Antragsteller bezogen sich dabei auf den Artikel 3 des Te Tiriti o Waitangi, in dem ihrer Meinung nach den Māori die gleichen Rechte zugestanden wurden wie den britischen Bürgern.